# Ghezaal Enayat
Ghezaal Enayat, en pashtún / darí: غزال عنایت; (Kabul, 1989) es una cantante y compositora afgana. Saltó a la fama con su primera canción a dúo, «Dil-e Beqarar». Canta en pastún y darí.

## Trayectoria
Ghezaal  nació en Kabul en 1989. Su padre es de Lagmán y su madre de Kandahar.
En 2009, comenzó su carrera como simple cantante en Afganistán y en 2011, cuando emigró a Canadá, comenzó su carrera musical profesional como cantante. Al principio, nunca mostró su cara en videos musicales, después teniendo más valor, se mostró en sus videos musicales. Se hizo famosa con su primera canción a dúo en el álbum Ashti con el cantante afgano Nazir Khara. "Dil-e-Biqarar" fue su primer éxito. Siguió cantando con Nazir y varias de sus canciones más famosas son «Wayrana Manzil», «Jigarom Jigarom», «Dak Dak», «Ma Ba Qurban Tu» y «Dobara Baran Meshowad».
Ghezaal es la primera cantante afgana en ingresar a Bollywood. Actualmente tiene proyectos pendientes con Bollywood.
En 2012, Ghezaal fue elegida mejor nueva cantante femenina en los Aryana Television Awards. En 2013, su canción «Ashiqi», que es una canción a trío con otros dos destacados cantantes masculinos de Afganistán, se convirtió en la mejor canción del año en los premios de la televisión Aryana. En 2017, representó a Afganistán en el festival de la aldea global ante más de 21.000 personas. Más tarde, ese mismo año, obtuvo el título de mejor cantante del año de la BBC Persian. Ha realizado numerosos conciertos en Canadá, Estados Unidos, Australia, Tayikistán y en Europa.
En 2012, Ghezaal fue elegida como la mejor cantante femenina nueva en los Aryana Television Awards. En 2013, su canción "Ashiqi", un trío con otros dos cantantes masculinos destacados de Afganistán, se convirtió en la mejor canción del año en los premios de televisión Aryana. En 2017, representó a Afganistán en el festival de la aldea global frente a más de 21.000 personas. Más tarde ese año, recibió el título de mejor cantante del año de la BBC persa .     Ha realizado numerosos conciertos en Canadá, Estados Unidos, Australia, Tayikistán y Europa.

## Reconocimientos
| Año  | Premio                   | Categoría               | Resultado |
| ---- | ------------------------ | ----------------------- | --------- |
| 2012 | Aryana Television Awards | Best New Female Singer  | Ganadora  |
| 2013 | Aryana Television Awards | Best Song of the Year   | Ganadora  |
| 2017 | BBC Persian              | Best Artist of the Year | Ganadora  |
| 2019 | Diamond Music Awards     | Best Artist of the Year | Nominada  |